# Jayamulya (Serang Baru)
Jayamulya is een bestuurslaag in het regentschap Bekasi van de provincie West-Java, Indonesië. Jayamulya telt 8245 inwoners (volkstelling 2010).